# Nemosoma punctulata
Nemosoma punctulata is een keversoort uit de familie schorsknaagkevers (Trogossitidae). De wetenschappelijke naam van de soort werd in 1920 gepubliceerd door Edwin Cooper Van Dyke.